# José Luis Moltó
José Luis Moltó Carbonell (Cocentaina, 29 giugno 1975) è un ex pallavolista spagnolo.
Giocava nel ruolo di centrale.

## Carriera

### Club
La carriera di José Luis Moltó inizia nelle giovanili del Numancia nel 1994: nella stagione 1995-96 viene promosso in prima squadra, militante in Superliga: con il club di Soria vince due scudetti. Nella stagione 1999-00 si accasa all'Almería, sempre nella massima divisione spagnola, con cui conquista la Coppa del Re e lo scudetto.
Per il campionato 2000-01 si trasferisce nella Liga A belga giocando per il Maaseik e con cui si aggiudica sia la coppa nazionale che lo scudetto, mentre nella stagione successiva è in Francia per difendere i colori del Paris, in Pro A, con cui vince il campionato. Nell'annata 2002-03 ritorna nella massima divisione belga vestendo la maglia del Roeselare.
Nella stagione 2003-04 viene ingaggiato dal Pòrtol, in Superliga, a cui si lega per cinque annate conquistando due Coppe del Re, due Supercoppe spagnole e tre scudetti.
Nella stagione 2008-09 viene acquistato dalla squadra italiana della Prisma Taranto di Taranto in Serie A1, campionato in cui milita anche nell'annata successiva trasferendosi però alla Callipo di Vibo Valentia. Per la stagione 2010-11 ritorna al Numancia, in Superliga: al termine dell'annata annuncia il suo ritiro dall'attività agonistica.

### Nazionale
Con la nazionale spagnola partecipa ai Giochi della XXVII Olimpiade.
Nel 2005 si aggiudica la medaglia d'argento ai XV Giochi del Mediterraneo e la medaglia di bronzo all'European League. Nel 2005 vince la medaglia d'oro sia all'European League che al campionato europeo.
Nel 2009, ultimo anno in cui riceve le convocazioni in nazionale, conquista la medaglia d'argento sia ai XVI Giochi del Mediterraneo che all'European League; realizza in totale 405 presenze.

## Palmarès

### Club
- Campionato spagnolo: 6

1995-96, 1998-99, 1999-00, 2005-06, 2006-07, 2007-08
- Campionato belga: 1

2000-01
- Campionato francese: 1

2001-02
- Coppa del Re: 3

1999-00, 2004-05, 2005-06
- Coppa del Belgio: 1

2000-01
- Supercoppa spagnola: 2

2005, 2007

### Nazionale
- Giochi del Mediterraneo 2005
- European League 2005
- European League 2007
- Giochi del Mediterraneo 2009
- European League 2009

### Premi individuali
- 2005 - European League: Miglior muro
- 2006 - Top Teams Cup: Miglior muro
- 2007 - Campionato europeo: Miglior muro
- 2007 - Coppa del Mondo: Miglior muro